# Martin Chartier
Martin Chartier, que nació el 1 de junio de 1655 y falleció abril de 1718, fue un explorador franco-canadiense, fabricante de guantes, y un "indio blanco", que vivió gran parte de su vida entre los estadounidenses nativos Shawnee.
Chartier acompañó a Louis Jolliet en dos de sus viajes al Territorio de Illinois y acompañó a René Robert Cavelier de La Salle en su viaje de 1679-1680 a los lagos  Erie, Hurón y Míchigan. Chartier ayudó en la construcción de Fort Miami y Fort Crèvecoeur donde, el 16 de abril de 1680, Chartier, junto con otros seis hombres, se amotinaron, saquearon e incendiaron Fort Crèvecoeur y huyeron. En una carta fechada en 1682, La Salle declaró que «Martin Chartier fue uno de los que incitó a los demás a hacer lo que hicieron».
Chartier a veces se escribía como Chartiere, Chartiers, Shartee o Shortive.

## Primeros años de vida
Martin Chartier nació en 1655 en St-Jean-de-Montierneuf, Poitiers, Vienne, Poitou-Charentes, Francia. Llegó a Quebec en 1667 con su hermano Pierre, su hermana Jeanne Renée y su padre René. En el viaje transatlántico, Rene y Martin se familiarizaron con René Robert Cavelier de La Salle, que también inmigraba a Canadá. Algunas fuentes afirman que Martin pasó los siguientes años en Montreal aprendiendo a hacer guantes, sin embargo, también hay evidencia de que era aprendiz de carpintero.

## Expedición de Louis Jolliet en 1672
En 1672, Martin Chartier, junto con su hermano Pierre, participaron en la segunda expedición de Louis Jolliet. Jolliet fue elegido por el intendente Jean Talon, que a su vez había sido delegado por el gobernador Louis de Buade de Frontenac, para explorar el río Misisipi, que según los indios fluía hacia el mar del sur. En tal situación, el gobernador francés se refiere a Jolliet como alguien «experimentado en este tipo de descubrimientos y que ya había estado muy cerca del río».
En diciembre del mismo año Jolliet alcanzó los Estrechos de Mackinac, donde pasó el invierno y el comienzo de la primavera con Pere Marquette, en el cuestionamiento de los indios y la preparación de mapas para su famosa expedición de 1673, también con Pere Marquette, para encontrar la desembocadura del río Misisipi, para descubrir si fluía hacia el Golfo de México o hacia el Océano Pacífico.

## Expedición de Louis Jolliet en 1674
En 1674, Chartier acompañó a Louis Jolliet al Territorio de Illinois, y se familiarizó con el Shawnee Pekowi, que vivía en ese momento en el río Wabash. En 1675 Chartier se casó con Sewatha Straight Tail (1660-1759), hija del jefe Shawnee Straight Tail Meaurroway Opessa. Su primer hijo, una hija, nació en 1676, según testimonio del propio Chartier en 1692.

## Expedición de La Salle en 1679

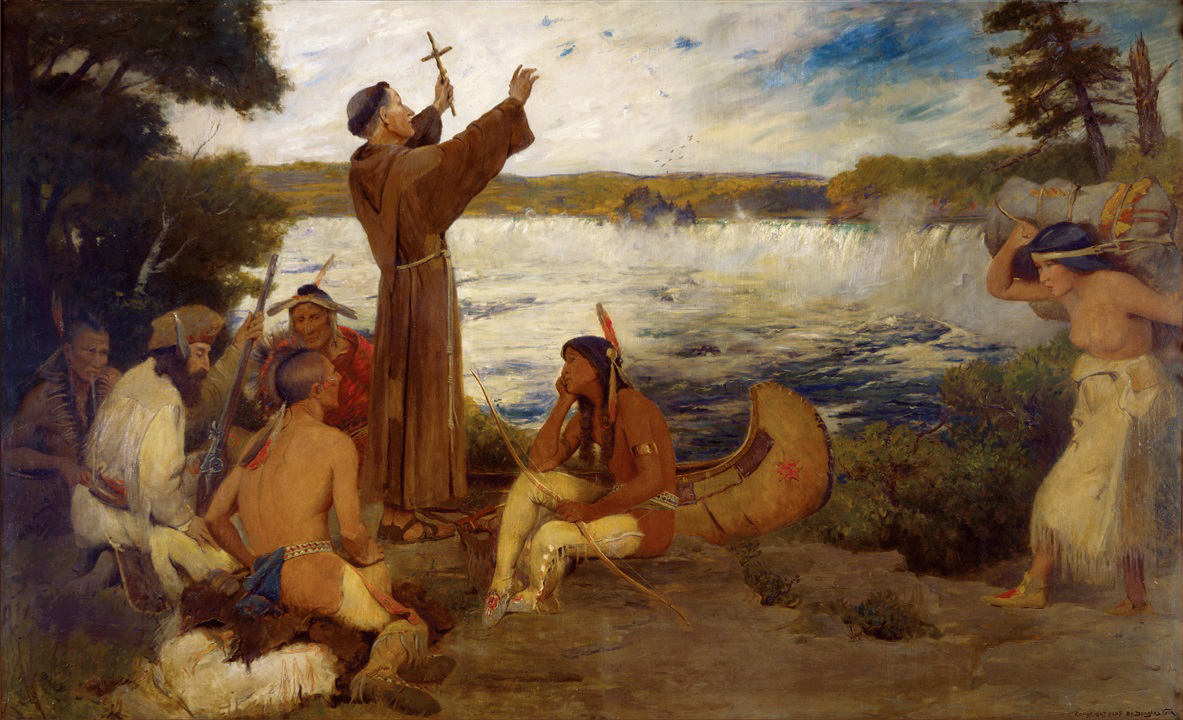
Pintura de Douglas Volk, del padre Louis Hennepin descubriendo Saint Anthony Falls

Chartier acompañó a René-Robert Cavelier, Sieur de La Salle en su  viaje de 1679-1680 a los lagos  Erie,  Hurón y  Míchigan. Fueron acompañados por el misionero belga Louis Hennepin y el misionero francés Zenobius Membre.
Chartier ayudó en la construcción de Le Griffon, una barcaza de siete cañones y 45 toneladas, en el río Niagara superior en Cayuga Creek o cerca de ella. Fue botada el 7 de agosto de 1679 y era el velero más grande en  Grandes Lagos hasta ese momento. La Salle navegó en Le Griffon por el lago Erie hasta el lago Hurón, luego hasta Michilimackinac y hasta la actual Green Bay, en Wisconsin. Le Griffon se fue a Niagara con una gran cantidad de pieles, pero nunca se la volvió a ver. La Salle continuó con sus hombres en canoas por la orilla occidental del lago Míchigan, que rodea el extremo sur hasta la desembocadura del río San José, donde Chartier ayudó a construir una empalizada en noviembre de 1679. Lo llamaron Fort Miami, ahora conocido como de St. Joseph, Míchigan. Allí esperaron a Henri de Tonti y su grupo, que habían cruzado la península inferior de Míchigan a pie.
Tonti llegó el 20 de noviembre; el 3 de diciembre, todo el grupo partió hacia St. Joseph, y lo siguieron hasta que tuvieron que tomar un transporte de carga en la actual South Bend, Indiana. Cruzaron al río Kankakee y lo siguieron hasta el río Illinois, donde comenzaron la construcción en Fort Crèvecoeur el 15 de enero de 1680. El padre Hennepin fue con un pequeño grupo a buscar la unión de los ríos San José y Misisipi ; fue capturado por guerreros sioux y retenido durante varios meses.

### Motín de 1680 en Fort Crèvecoeur
Chartier ayudó en la construcción de Fort Crèvecoeur, que se construyó a lo largo del río Illinois cerca de la actual  Peoria, Illinois. El fuerte fue el primer edificio público erigido por hombres blancos dentro de los límites del estado moderno de Illinois y el primer fuerte construido en el oeste por los franceses. La Salle también comenzó a construir otra barcaza de 40 toneladas para reemplazar a Le Griffon. El 1 de marzo de 1680, La Salle partió a pie hacia el Fuerte Frontenac en busca de suministros, y dejó a Henri de Tonti para defender Fort Crèvecoeur en Illinois. 
En su viaje de regreso por el río Illinois, La Salle llegó a la conclusión de que Starved Rock podría proporcionar un lugar ideal para otra fortificación y envió un mensaje río abajo a Tonti con respecto a esta idea. Siguiendo las instrucciones de La Salle, Tonti se llevó a cinco hombres y partió río arriba para evaluar la idoneidad del sitio de Starved Rock. Poco después de la partida de Tonti, el 16 de abril de 1680, los siete miembros de la expedición que permanecieron en Fort Crevecoeur se amotinaron saqueando provisiones y municiones, arrojando al río todas las armas, bienes y tiendas que no podían llevarse, y quemaron el fuerte. En una carta fechada en 1682, La Salle culpó a Chartier como uno de los principales instigadores «que incitaba a los demás a hacer lo que hicieron».
El motín probablemente fue causado por el temor de los hombres a ser asesinados por los grupos de asalto  iroqueses, que devastaron las comunidades locales de Illinois en el apogeo de la Guerra de los Castor. Los hombres exigían que La Salle regresara con ellos a Montreal, lo cual no estaba dispuesto a hacer. Además, uno de los amotinados que más tarde fue capturado, el astillero Moyse Hillaret, testificó que «algunos [de los hombres] no habían tenido paga durante tres años» y alegó que La Salle los había maltratado.
En Fort St. Louis (Starved Rock), dos hombres que habían estado presentes en el fuerte le comentaron a Tonti los datos de su destrucción. Tonti envió mensajeros a La Salle en Canadá para informar los eventos. Tonti regresó a Fort Crèvecoeur para recoger las herramientas que no fueron destruidas y las trasladó a Kaskaskia Village en Starved Rock. Más tarde La Salle capturó a algunos de los amotinados en el lago Ontario , pero no a Chartier, que siguió la costa sur del lago Ontario se dirigió a Albany, Nueva York, como parte de un segundo grupo de desertores, mientras que los otros, que finalmente fueron capturados, persiguían a La Salle, con la intención de matarlo.
Crèvecoeur significa «corazón roto» en francés por lo que Fort Crèvecoeur recibió este nombre debido a las muchas dificultades que tuvieron los franceses en su construcción, incluido el motín de Chartier.

## La vida con el Shawnee
Después del motín en Fort Crèvecoeur, Chartier estaba considerado como un proscrito pero, sin embargo, parece ser que regresó a Montreal, desde donde viajó en 1685 al lago Míchigan, luego al río Cumberland en Tennessee, evidentemente en busca de su esposa y su hija adolescente. :

En agosto resolvió seguirlos [a los Shawnees], tomó una canoa y los siguió a trescientas leguas (aproximadamente 900 millas) en cuarenta días ... Adivinó el camino, se guio por el curso del río y encontró agua en todos los lugares ... Y cuando llegó a ellos [los Shawnee] lo consideraron como muy bienvenido .

Después de reunirse con su familia visitó el lo que en el futuro sería Pittsburgh, en Pensilvania; posteriormente cruzó los Montes de Allegheny y viajó a lo largo del río Susquehanna. Su hija Mary Seaworth (Sewatha) Chartier (1687-1732) nació en el  condado de Frederick, Virginia en 1687.

### Nacimiento de Peter Chartier

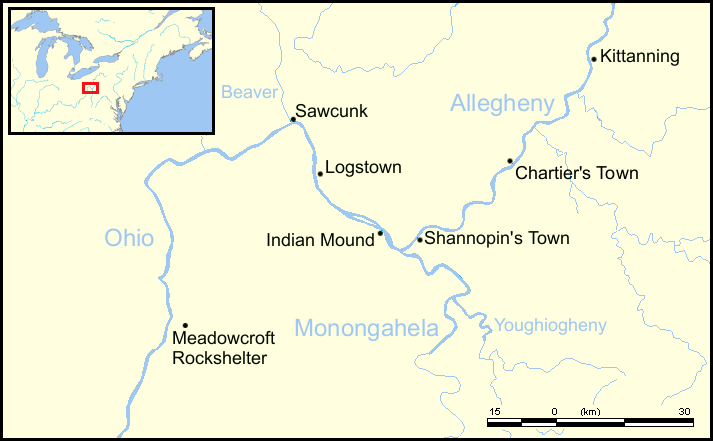
Ciudad de Chartier (antigua) en un mapa de 1921 que muestra las comunidades de nativos americanos en el suroeste de Pensilvania

En 1689, Chartier estableció un puesto comercial en French Lick en el río Cumberland en el noreste de Tennessee, cerca del sitio actual de Nashville, Tennessee. Su hijo Peter, Pierre en francés, Chartier nació  en 1690 en la citada ciudad de Nashvill. Peter Chartier pasó a convertirse en un líder de Pekowi Shawnee e hizo campaña contra la venta de alcohol en las comunidades indígenas en Pensilvania.
Después del nacimiento de Peter, Martin y su familia Shawnee establecieron un puesto de comercio de pieles donde se bifurca el río Ohio  en el río Monongahela y en el río Allegheny, el lugar de la actual localización de Pittsburgh, donde pasaron dos años.

### Reubicación a Maryland y Pensilvania
En la primavera de 1692, Chartier lideró un grupo de 192 Shawnee y un número desconocido de indios Susquehannock (Conestoga) al este del condado de Cecil, Maryland, en el río Potomac. Los Shawnee se estaban reubicando después de una serie de conflictos violentos con los habitantes de Illinois y los indios de Miami. Los Susquehannocks, que habían sido derrotados recientemente por los iroqueses, formaron una alianza con los Shawnee y, con la ayuda de Chartier, tenían la intención de utilizar el río Susquehanna para transportar pieles para el creciente comercio de este producto en América del Norte. Aunque era francés de nacimiento, Chartier quería explotar la rivalidad entre los franceses y los británicos para beneficiar a su familia Shawnee.
Como sospechaban que Chartier era realmente empleado por los franceses, los funcionarios coloniales en Annapolis ordenaron el arresto de Chartier y fue encarcelado en los condados de Santa María y Anne Arundel como «un espía o una fiesta con planes de travesura». Fue puesto en libertad a la espera de juicio pero escapó, fue recapturado en agosto de 1692 y sentenciado a tres meses de prisión. Fue liberado el 29 de octubre de 1692.
En defensa de Chartier, Casperus Augustine Herman, hijo de Augustine Herman y Lord of Bohemia Manor, escribió al gobernador Lionel Copley el 15 de febrero de 1693 que Martin Chartier era "un hombre de excelentes cualidades", que hablaba varios idiomas y había sido aprendiz de carpintero cuando era joven.
Sin embargo, Chartier y su banda de Shawnees no se sintieron bienvenidos en Maryland y en 1694 se mudaron al norte de Pensilvania y finalmente se establecieron en un lugar conocido como la «Ciudad Vieja de Chartier», en el sitio de lo que hoy es Tarentum, Pensilvania. Mantuvo una buena relación con el gobierno provincial y actuó a veces como intérprete, sirviendo como enlace no oficial entre el gobierno y los indios.

### La Alianza Chartier y Conestoga
En 1701, Chartier y su comunidad Shawnee invitaron a los Conestoga, que habían sido diezmados por la guerra y una gran epidemia, a vivir con ellos. Tanto el Conestoga como el Shawnee comparecieron ante William Penn y el 23 de abril de 1701 obtuvieron permiso formal para este arreglo. Establecieron la comunidad de «Conestoga Town» cerca de Manor Township, condado de Lancaster, Pensilvania. Los descendientes de estos indios fueron asesinados por los Paxton Boys en diciembre de 1763.

## Comerciantes franceses en Pensilvania

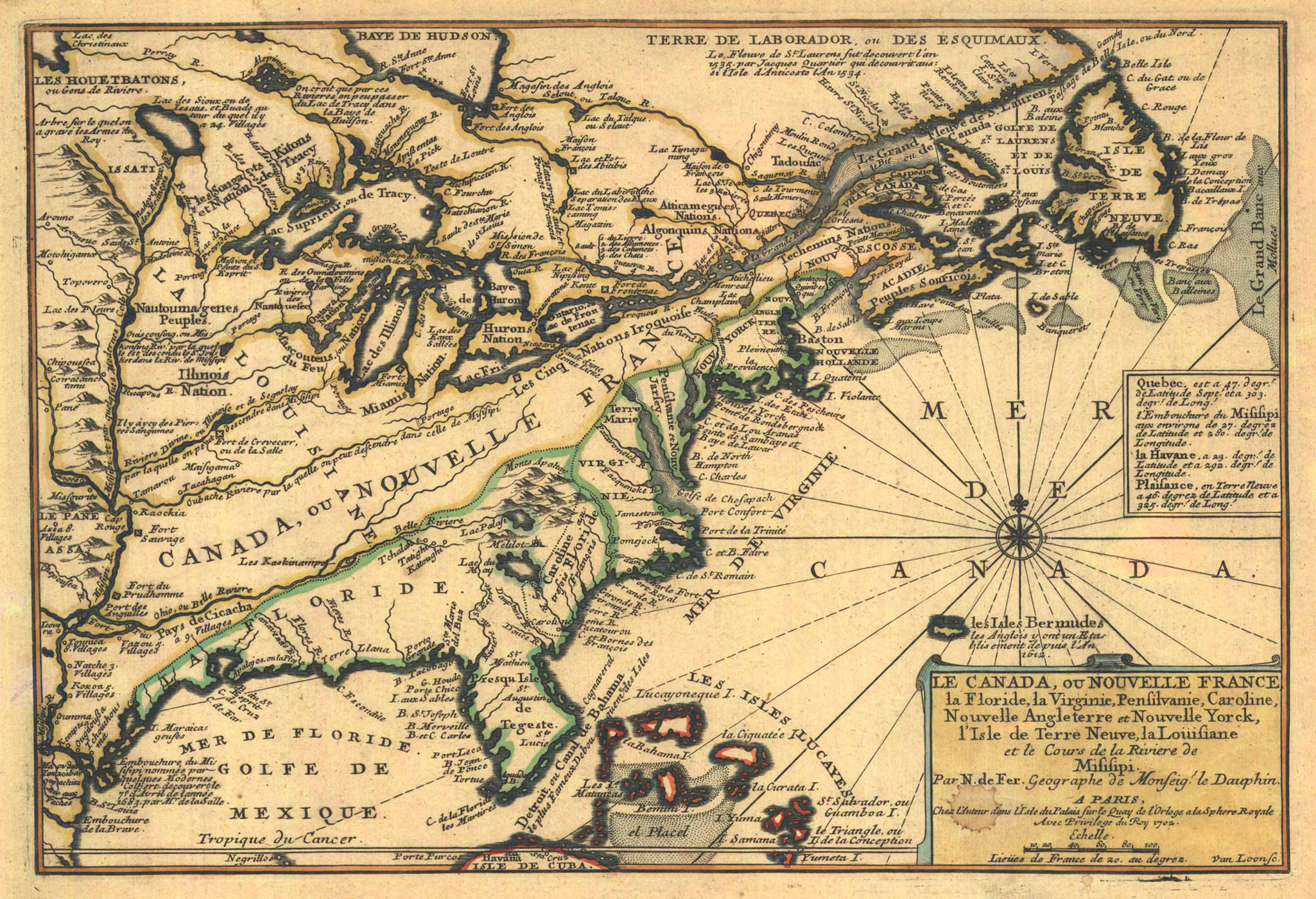
Mapa de Nueva Francia en 1703, que incluyó la mayor parte de Pensilvania

A fines del siglo XVII, los colonos y comerciantes de pieles franceses se mudaban al Valle de Ohio, entonces parte de Nueva Francia, para aprovechar las oportunidades de comercio entre varias tribus nativas americanas que se concentraban allí como resultado de haber sido apartadas de la  costa este por la colonización europea. Experimentado en la vida fronteriza y con fluidez en varios idiomas nativos americanos, Chartier y sus antiguos colegas de expediciones en Canadá, Peter Bisaillon, Nicole Godin y Jacques Le Tort, el hijo de Le Tort, James y su esposa Ann, fueron seis de los más prominentes que establecieron los primeros puestos comerciales, pero en el  gobierno provincial británico sospechaban que eran «personas muy peligrosas» que "mantenían correspondencia privada con los indios Canida y los franceses", y que "entretenían a extraños indios en lugares remotos y oscuros", y que "pronunciaban palabras sospechosas". Fueron hostigados, arrestados y encarcelados, a menudo bajo cargos falsos o menores. Chartier solo escapó a la persecución después de que accedió a ayudar al arresto de Nicole Godin.

### Detención de Nicole Godin
Después de las Guerras de los Castorores (1629-1701), tanto los gobiernos coloniales franceses como los británicos intentaban influenciar a las comunidades nativas americanas para que tomaran parte de un lado o del otro, tanto para las relaciones comerciales como para el control político. Muchos comerciantes de pieles blancos y otros comerciantes participaron en esto; uno de ellos era el comerciante Nicole Godin, un inglés nacido de padre francés en Londres. Después de 1701 negoció con un puesto de comercio cerca de la casa de Martin Chartier y se hizo famoso por 

intentar enfurecer a estas personas ,los Shawnees locales, para provocarles enemistad contra los súbditos de la Corona, y para unirse a nuestro público enemigo, los franceses, para nuestra destrucción .

El 15 de mayo de 1704, Chartier fue convocado a Filadelfia e interrogado por William Penn «con respecto a sus relaciones con los indios, siendo un francés, que ha vivido mucho entre los indios shawanah y sobre Conestoga». Aunque no hay constancia de este interrogatorio, algunos de ellos probablemente se referían a las actividades de Godin. El 1 de julio de 1707, el gobernador de Pensilvania John Evans persuadió a Chartier (un amigo de Godin de sus días en Fort St. Louis) para atraer a Godin a una trampa cerca de Paxtang, Pensilvania, donde Godin fue arrestado. Godin fue juzgado por traición en Filadelfia en 1708, pero los resultados del juicio son desconocidos.

## Vida posterior
En 1712, el gobernador Penn le otorgó a Chartier un terreno de 300 acres a lo largo del río Conestoga en el condado de Lancaster, Pensilvania. Él y su hijo Peter Chartier establecieron un puesto de comercio cerca de una aldea Shawnee en Pequea Creek en Pensilvania. Ese mismo año acompañó a Christoph von Graffenried, primer Barón de Bernberg, en un viaje a  Sugarloaf Mountain y luego al Valle de Shenandoah donde visitaron Massanutten Mountain.

## Fallecimiento
Martin Chartier murió en abril de 1718 en su granja en Dekanoagah, en Pensilvania. A su funeral asistió James Logan, el futuro Alcalde de Filadelfia. Logan dijo de Martin que era un hombre muy decente, pero demasiado dadivoso para hacerse rico. Inmediatamente después del funeral, Logan se apoderó de la finca de 250 acres de Martin Chartier con el argumento de que Martin le debía una deuda de 108  libras, 19 chelines y 3, 3/4 peniques. Más tarde vendió la propiedad a Stephen Atkinson por 30 libras.
En 1873, la tumba de Chartier fue descubierta accidentalmente por el entonces dueño de la propiedad, John Stehman. Evidentemente, Chartier estaba enterrado en el estilo tradicional de Shawnee, pero con su casco, un alfanje y varias balas de cañón pequeñas. Un hitogeográfico-histórico, erigido en 1925, se encuentra en el sitio de su entierro, en Washington Boro, Pensilvania, en la intersección de River Road y Charlestown Road.